# 자하문터널
자하문터널(紫霞門터널)은 서울특별시 종로구 부암동에서 청운동을 잇는 길이 약 500m의 터널이다. 길옆 청운동으로 이어지는 계곡은 원래 골이 깊고 수석이 밝게 빛나서 아름다운 모습에 개성을 오가는 사람들이 개성의 자하동과 같다고 하여 자핫골이라고 불렀다. 창의문을 자하문이라고 하는 것은 자핫골에서 유래하였다. 1986년 8월 30일 터널이 설치되면서 자하문터널이라 이름을 붙였다.

## 자하문로
자하문로는 세검정삼거리에서 경복궁역을 잇는 길이 3100m의 도로이다. 쌍굴 형태로 도로를 만들어서 1986년, 당시 공사비로 238억 5,000만원이라는 세금이 투입되었다. 높이 7.7m, 폭은 차도 16.8m, 보도 3m로 설계되어 총 도로폭이 19.8m이다. 길이는 쌍굴 각각 485m 정도이다. 자하문터널이 건설되면서 세검정 방면의 교통 혼잡이 대폭 개선되었고 기존의 창의문길(현 창의문로)에 대한 의존도가 낮아졌다. 또한 개성, 의주쪽의 교통량도 일부 흡수할 수 있었다. 창의문은 조선시대 사소문 중 하나로, 자하문이나 북문으로 주로 불렸다.

## 접속 노선
- 세검정로
- 구기터널
- 연희로

## 같이 보기
- 종로구
- 북악터널